# シュレックの愉快なクリスマス
『シュレックの愉快なクリスマス』（シュレックのゆかいなクリスマス、原題: Shrek the Halls）は2007年のアメリカ合衆国のクリスマスをテーマにしたコンピュータアニメーション・コメディ・特別番組。
他の『シュレックシリーズ』作品同様、ウィリアム・スタイグが1990年に発表した絵本『みにくいシュレック』を原作とし、『シュレック3』と『シュレック フォーエバー』の間のクリスマスが描かれている。
2007年11月28日にアメリカン・ブロードキャスティング・カンパニーで放映された。ゲイリー・トルースデールが共同脚本と監督を務め、ドリームワークス・アニメーションが制作した。マイク・マイヤーズ、エディ・マーフィ、キャメロン・ディアス、アントニオ・バンデラスが長編シリーズから続投した。

## ストーリー
シュレックが家族と沼地で静かに暮らしているところに、クリスマスの季節がやってきた。ドンキーに促され、シュレックはしぶしぶフィオナにクリスマスの特別なサプライズを約束する。シュレックはフィオナへのプレゼントを探すため、遠い遠い国にある本屋に行くが、クリスマスがどういうものか知らないため、店員はシュレックに『村のバカのためのクリスマス』という、祝日の祝い方の手順を紹介した本をプレゼントする。シュレックは本のアドバイスに従い、家の飾りつけをし、ツリーを用意して、家族と静かにクリスマスイブを過ごそうとするが、ドンキーがおとぎ話のキャラクターたちを沼地に連れてきて、シュレックの計画は台無しになる。
シュレックが『クリスマスのまえのばん』を暗唱しようとすると、クッキーマン、ドンキー、長ぐつをはいたネコたちが割り込んできて、それぞれ自分のクリスマスの物語を語る。ドンキーは、沼地を通りかかったクリスマスパレードについて話し、長ぐつをはいたネコは、サンタクロースの帽子の房で遊んで終わるが、実際はツリーの飾りで遊んでいる。
クッキーマンは、恋人のスージーがサンタクロースに食べられたという恐ろしい話をする。ドンキーはそれを馬鹿にして、シュレックの『村のバカのためのクリスマス』の本を見つける。本をめぐってケンカになり、シュレックの夕食が台無しになる。尻に火をつけられたシュレックはついに痺れを切らし、ドンキーも含めた仲間を家から追い出してしまう。ドンキーは口論のあまり、シュレックを「意地悪シュレック」と糾弾する。クリスマス気分を台無しにされたフィオナは、シュレックの行動に腹を立て、三つ子を連れて出て行ってしまう。そして、シュレックがクリスマスに欲しがっていたものをドンキーに説明する。
シュレックは自分のしたことを反省し、一行に追いつき、先ほど暴言を吐いたことを謝る。そして、怪物は何も祝わないから、これが初めてのクリスマスだと皆に言う。沼地に戻った二人は、シュレックがオーガ・クラウスに扮して『クリスマスのまえのばん』を語る。やがて鈴の音が聞こえ、外に出るとサンタとトナカイがいた。しかし、クッキーマンはまだサンタクロースが恐れ、恐る恐る家の中に戻って行った。

## キャスト
括弧内は日本語吹替版声優を指す。
- シュレック: マイク・マイヤーズ（西凜太朗）
- ドンキー（英語版）: エディ・マーフィ（詞）、マーク・モーズリー（英語版）（歌）（山寺宏一）
- フィオナ姫: キャメロン・ディアス（豊口めぐみ）
- 長ぐつをはいたネコ（英語版）: アントニオ・バンデラス（水内清光）
- クッキーマン: コンラッド・ヴァーノン（優希比呂）
- ピノキオ: コディ・キャメロン（英語版）（飛田展男）
- 三匹の子豚: コディ・キャメロン（龍田直樹、松本大、稲葉実）
- オオカミ: アーロン・ワーナー（英語版）（稲葉実）
- スリー・ブラインド・マイス: クリストファー・ナイツ（英語版）（高木渉）
- ファークル: マイルズ・クリストファー・バクシ
- ファーガス: ニナ・ゾーイ・バクシ
- フェリシア: ダンテ・ジェームス・ハウザー
- 書店員: マリッサ・ジャレット・ウィノカー（兼田紗己子）
- サンタクロース: ゲイリー・トルースデール（英語版）

ADRループグループは、ジャック・ブレシング、ウィリアム・カルバート、ジェニファー・クリスタル・フォーリー、リー・フレンチ、クリスティー・メラー、フィリップ・プロクターが提供したものである。

## 制作
本作は、ドリームワークス・アニメーションとパシフィック・データ・イメージズによって制作された。プリプロダクションの時はデイビット・イアン・ソルターとマーク・バルドが監督していたが、後にゲイリー・トルースデールに交代した。制作はテレサ・チェン、ジーナ・シェイ、アーロン・ワーナーで、ビル・リリング、テレサ・カレン、ゲイリー・トラスデール、ショーン・ビショップが脚本を担当した。

### 音楽
本作の音楽は、ハリー・グレッグソン＝ウィリアムズが担当した。また、シリーズ同様、本作では以下のポップカルチャーやクリスマスソングが登場する。
- 想い出のサマー・ブリーズ（英語版）
- ジングルベル（歌: エディ・マーフィ）
- ヒア・ウィ・カム・ア・ワッセイリング（英語版）（歌: アイム・フロム・バルセロナ（英語版））
- ビコーズ・ウィ・キャン
- ジンゴロバ（英語版）
- ライド・オブ・ザ・ヴァルキリー（英語版）
- クリスマスの12日間
- サンタが街にやってくる
- おお、運命の女神よ
- クリスマス・ラッピング（英語版）
- エヴリバディ・ダンス・ナウ！（英語版）
- ドント・ストップ・ビリーヴィン
- ハロー！・マ・ベイビー（英語版）
- ハレルヤ・コーラス（英語版）
- ひいらぎかざろう
- 今宵の空には星が輝く（The Stars Shine in the Sky Tonight）

## 封切り

### 放送
シュレック・ザ・ホールズは、2007年11月28日にアメリカのテレビネットワークABCで初演されました。[2][3] ABCは、2023年にNBCに移行するまで、スペシャルの国内独占権を保持し、11月30日にそのネットワークで最初に放映されました。[4] イギリスでは、2007年12月24日にBBC Oneで初放送された。

### DVDリリース
本作は2008年11月4日にアメリカでDVD化された。当初は単体で、または『シュレック3』とのバンドルパックで発売された。2008年11月2日にiTunesでリリースされた。2012年10月30日、『ドリームワークス・ホリデー・クラシック』としてBlu-rayとDVDで発売された。2013年10月1日に『メリー・マダガスカル』『カンフー・パンダ ホリデイ』『ヒックとドラゴン ドラゴンの贈り物』『クルードさんちのはじめての冒険』とともにDVDで再発売された。Amazon.comで販売されている『ドリームワークス・ホリデー・クラシック』は、『ドンキーのキャロリング・クリスマスタキュラー』が収録されており、本作は収録されていない。
また、ハーパーフェスティバルでは、キャサリン・ハプカ著、マイケル・ケルシュ絵の絵本版も出版された。ケルシュは、2004年に『シュレック2』の絵本を描いたことがある。

### 展示
2011年7月、ドリームワークス・アニメーションとゲイロード・ホテルズとのパートナーシップの一環として、テキサスとフロリダにあるゲイロード・ホテルの展示「ICE！」のテーマとして本作が発表された。この展示では、映画の筋書きが、来場者が通り過ぎる一連の氷の彫刻を通して語られる。

## 作品の評価
視聴率情報は、Your Entertainment Nowとアメリカン・ブロードキャスティング・カンパニー・メディアネットの提供によるもの。2011年12月23日にBBC Threeで『Shrek: Once Upon a Time』『シュレック』とともに再放送された。

### アメリカ・ニールセン視聴率
| # | 放送日         | 評価 | シェア | 評価/シェア（18-49） | 視聴者（100万単位） | 順位（タイムスロット） | 順位（夜） | 順位（週） |
| - | -------------- | ---- | ------ | -------------------- | ------------------- | ---------------------- | ---------- | ---------- |
| 1 | 2007年11月28日 | 11.0 | 17     | 7.2/20               | 21.06               | 1                      | 1          | 3          |
| 2 | 2007年12月11日 | 5.7  | 9      | 3.4/9                | 9.97                | 3                      | 6          | 21         |
| 3 | 2008年12月1日  | 6.2  | 10     | 3.3/9                | 11.17               | 1                      | 3          | 19         |
| 4 | 2008年12月22日 | 3.7  | 6      | 1.8/6                | 6.51                | TBA                    | TBA        | TBA        |
| 5 | 2009年11月30日 | TBA  | TBA    | 3.2/8                | 10.01               | TBA                    | TBA        | TBA        |
| 6 | 2009年12月9日  | TBA  | TBA    | 2.6/8                | 8.53                | TBA                    | TBA        | TBA        |

### イギリス視聴率
| 放送日         | 視聴者（100万単位） |
| -------------- | ------------------- |
| 2007年12月24日 | 7.9                 |
| 2008年12月24日 | 6.92*               |

*632万人（BBC One視聴者）＋60万人（BBC Three視聴者）＝6.92、いずれも同時間帯に放映。